# Congettura di Hodge
La congettura di Hodge è un importante problema irrisolto della geometria algebrica. Si tratta di una descrizione congetturale del collegamento tra la topologia algebrica di una varietà algebrica complessa non singolare e la sua geometria per come viene rappresentata da equazioni polinomiali che definiscono le sotto-varietà.
La congettura nasce dai risultati del lavoro di William Vallance Douglas Hodge, che tra il 1930 e il 1940 arricchì la descrizione della coomologia di De Rham, includendovi l'ulteriore struttura presente nel caso delle varietà algebriche (anche se non limitatamente a quel caso).

## Formulazione della congettura
Sia V una varietà algebrica non singolare di dimensione n sopra i numeri complessi. V si può anche pensare come varietà di dimensione 2n e come tale possiede gruppi di coomologia che sono spazi vettoriali finito-dimensionali sui complessi le cui dimensioni sono individuabili con un indice d che varia da  0 a 2n. Fissiamo un valore pari d = 2k e denotiamo con H il d-esimo gruppo di coomologia: vi sono da descrivere altre due strutture su H.
La prima è la decomposizione di Hodge di H. Questa sappiamo che decompone H in una somma diretta di 2k+1 sottospazi che si usa denotare con
H(0,2k), H(1, 2k-1), ..., H(2k,0).
Il sommando rilevante per la congettura  quello 'centrale',
H(k,k).
Per le basi di queste considerazioni v. teoria di Hodge.
Seconda struttura è la cosiddetta struttura razionale su H. Abbiamo assunto che H sia il gruppo di coomologia con coefficienti complessi (a cui si applica la decomposizione di Hodge). Partendo con il gruppo di coomologia con coefficienti razionali, giungiamo ad una nozione di classe di coomologia razionale in H: ad esempio, si può usare come base per H una base con coefficienti razionali  per le classi di coomologia e quindi si possono cercare le combinazioni lineari con coefficienti razionali di questi vettori di base.
In termini di quelle strutture, possiamo definire lo spazio vettoriale H* che interessa la congettura di Hodge. Esso è costituito dai vettori in H(k,k) che sono classi di coomologia razionali. Si tratta dunque di uno spazio vettoriale finito-dimensionale sopra i numeri razionali.

## La nozione di ciclo algebrico
Qualche meccanismo standard spiega i collegamenti con la geometria di V. Se W è una sottovarietà di dimensione n - k in V, che chiamiamo codimensione k, essa dà origine a un elemento del gruppo di coomologia H. Per esempio in codimensione 1, che è il caso più accessibile geometricamente usando le sezioni mediante iperpiani, la classe corrispondente si trova nel secondo gruppo di coomologia e può essere calcolato mediante la prima classe di Chern del fascio di linee.
Quello che si sa è che tali classi, tradizionalmente chiamate cicli algebrici (almeno se si parla in un modo un po' colloquiale), soddisfano le condizioni necessarie suggerite dalla costruzione di H*. Si tratta di classi razionali classes che inoltre giacciono nel sommando centrale H(k,k).

## Cosa sostiene la congettura di Hodge
Essa dice che i cicli algebrici di V sottendono l'intero spazio H*. Da quanto è stato detto, questo significa che le condizioni stabilite, necessarie perché si abbia una combinazione di cicli algebrici, sono anche sufficienti.

## Le implicazioni geometriche
La congettura è nota per k = 1 e per molti casi speciali. Una codimensione maggiore di 1 è molto difficile da trattare, in quanto in generale non si riesce a 'trovare tutto' mediante ripetute sezioni con iperpiani.
In quei casi l'esistenza di spazi H* non ridotti a zero ha un valore predittivo per la parte della geometria di V che risulta impegnativo rivelare. Negli esempi esaminati H* è un oggetto che può essere discusso molto più facilmente.
Accade anche che quando H* ha dimensione elevata l'esempio scelto come V può riguardarsi come qualcosa di speciale: quindi la congettura riguarda quelli che potremmo chiamare i casi interessanti e difficili da dimostrare, tanto più quanto più ci allontaniamo da un caso generico.